# 上茄苳
上茄苳，是臺灣臺南市後壁區的一個傳統地域名稱，位於該區東北部。相較於今日行政區，其範圍大致包括上茄苳里不含東南端及西部邊界地帶南段、侯伯里不含東端及西端、菁豐里東北端。

## 歷史
台灣日治初期，上茄苳地區為一（舊制）街庄，稱為「上茄苳庄」，隸屬於下茄苳北堡。該庄北隔八掌溪與南靖庄、外溪洲庄為界，東及東南與蓮潭庄、土溝庄為鄰，南邊為下茄苳庄，西邊為菁藔庄、崩埤庄。
1901年（日治明治三十四年）11月，全台設置二十廳，該庄隸屬於鹽水港廳。1903年（明治三十六年）6月，該庄編入「海豐厝區」，隸屬於鹽水港廳。1909年（明治四十二年）10月，合併二十廳為十二廳，海豐厝區改隸屬於嘉義廳。1920年（大正九年），廢十二廳改設五州二廳，該庄改制為「上茄苳」大字，隸屬於臺南州新營郡後壁庄（新制街庄）。
戰後後壁庄改制為後壁鄉，隸屬於臺南縣，大字亦改制為村，分屬嘉民村、嘉田村、侯伯村、菁豐村。1950年雲、嘉、南分治，後壁鄉仍隸屬於臺南縣。2010年12月25日，因臺南縣市合併為直轄市臺南市，後壁鄉改制為後壁區，村亦改制為里。2018年4月30日，嘉民里與嘉田里合併為「上茄苳里」。

## 聚落
本地區發展較早的聚落為後壁藔，在日治期初期的官方地圖上已有記載。此外，本地區尚有上茄苳、西營等聚落。

## 交通
台鐵縱貫線是台灣西部南北鐵路幹線，大致以東北—西南走向經過本地區，並在本地區南部邊界外不遠處設有後壁車站。該站屬甲種簡易站，只停靠區間車；由此可前往台鐵沿線各站。
省道台1線又稱「縱貫公路」，是臺北至屏東縣楓港的傳統平面幹道，經過本地區上茄苳聚落西郊及後壁藔聚落。由該道路北行可前往嘉義縣水上鄉、嘉義市、嘉義縣民雄鄉、溪口鄉東端、大林鎮等地，南行可前往臺南市後壁區後壁市區、新營區、柳營區、六甲區等地。
區道南87線是嘉田至侯伯村的道路。
區道南88線是嘉田至海豐厝的道路。
區道南90線是後壁至三層崎的道路（實際終點在縣界）的道路，續東行可接嘉義縣鄉道嘉182線前往三層崎。
區道南91線是嘉田至白河的道路。

## 學校
- 永安國小